# HMS Lobelia (K05)
HMS Lobelia (K05) je bila korveta razreda flower Kraljeve vojne mornarice, ki je bila operativna med drugo svetovno vojno.

## Zgodovina
16. julija 1941 so ladjo predali Svobodni francoski vojni mornarici, kjer je bila poimenovana kot FFL Lobelia (K05). Korveta je bila Kraljevi vojni mornarici vrnjena aprila 1947. 3. maja 1947 so ladjo prodali na Norveško, kjer so jo preuredili v trgovsko ladjo. Julija 1948 so ladjo preuredili v nosilca boj Thorgeir. Ponovno je bila prodana in tokrat preoblikovana v kitolovko; v tej vlogi je plula vse do razreza leta 1969 v Grimstadu.